# The Skating Minister
The Reverend Robert Walker Skating on Duddingston Loch, plus souvent appelé The Skating Minister, est une huile sur toile du peintre écossais Henry Raeburn réalisée dans les années 1790. Conservée à la National Gallery of Scotland, à Édimbourg, elle représente un révérend de l'Église d'Écosse s'adonnant au patinage sur la surface glacée d'un loch à proximité de la ville. Presque complètement inconnu jusqu'au milieu du XXe siècle, c'est aujourd'hui un symbole des Lumières écossaises et une icône de la culture de l'Écosse en général.

## Sujet et composition
Raeburn représente sur ce tableau Robert Walker, pasteur exerçant dans le centre d’Édimbourg, membre de la Royal Society et de plusieurs organisations sportives, dont l’Edinburgh Skating Club, dont le point de ralliement est le Duddingston Loch.
Le pasteur est représenté les bras croisés sur la poitrine ; le peintre a apporté un soin particulier aux détails des laçages des patins, ainsi qu’à leurs traces sur la glace. Une des inspirations pour ce tableau pourrait être Le Patineur de Gilbert Stuart.

## Histoire
Henry Raeburn offre sa toile à la veuve de Walker ; le tableau est ensuite transmis de génération en génération, puis vendu en 1926. En 1949, la National Gallery en fait l’acquisition lors d’une vente aux enchères pour 525 livres.
À partir de là, sa notoriété augmente : le pasteur est représenté sur des timbres en 1973 puis sur de nombreux souvenirs vendus au musée ; il figure également sur les cartes de Noël officielles du parlement écossais en 2005.